# Góry Kurtuszybińskie
Góry Kurtuszybińskie (ros.: Куртушибинский хребет, Kurtuszybinskij chriebiet) – pasmo górskie w azjatyckiej części Rosji, w Sajanie Zachodnim, na granicy Tuwy i Kraju Krasnojarskiego. Rozciąga się na długości ok. 200 km, od doliny górnego Jeniseju na zachodzie do źródeł rzeki Us na północnym wschodzie. Najwyższy szczyt, Bedelig, osiąga 2492 m n.p.m. Pasmo zbudowane jest z łupków krystalicznych, tufów, wapieni i kwarcytów z intruzjami granitowymi i perydotytowymi. Zbocza pasma pokryte są lasami modrzewiowymi i sosnowymi.